# Миллениум (трилогия)
«Миллениум» — трилогия шведского писателя Стига Ларссона о девушке-хакере Лисбет Саландер и детективе-журналисте Микаэле Блумквисте.
В трилогию входят следующие романы:
- «Män som hatar kvinnor» («Девушка с татуировкой дракона»);
- «Flickan som lekte med elden» («Девушка, которая играла с огнём»);
- «Luftslottet som sprängdes» («Девушка, которая взрывала воздушные замки»).

## Об экранизациях
В 2009 году все три книги были экранизированы шведскими режиссёрами (совместное производство Швеции, Германии, Дании и Норвегии, главные роли сыграли Микаэль Нюквист и Нуми Рапас)
- «Девушка с татуировкой дракона» (швед. Män som hatar kvinnor), режиссёр — Нильс Арден Оплев.
- «Девушка, которая играла с огнём» (швед. Flickan som lekte med elden), режиссёр — Даниэль Альфредсон.
- «Девушка, которая взрывала воздушные замки» (швед. Luftslottet som sprängdes), режиссёр — Даниэль Альфредсон.

В 2010 году снят шведский одноимённый телесериал на основе этой трилогии.
В 2011 году на экраны вышла голливудская экранизация первой книги «Девушка с татуировкой дракона», режиссёром которой стал Дэвид Финчер, а главные роли исполнили Дэниел Крейг и Руни Мара. Как заявляет компания Sony Pictures, она и дальше намерена снимать трилогию Стига Ларссона. В Sony уверены в коммерческой успешности «Миллениума», правда, пока не сообщают, будут ли дальше сотрудничать с Финчером по данному проекту. Съемки «Девушки, которая играла с огнём» планировали начать в конце 2012 года или начале 2013-го, но в итоге были отложены, так как студия не может прийти к соглашению с Дэниелом Крейгом из-за его требований повышения гонорара. На 2014 год сценарий картины завершён, но фильм по-прежнему находится на стадии раннего пред-продакшна, и его статус неизвестен.
В 2018 году на экраны выходит фильм «Девушка, которая застряла в паутине», который является экранизацией одноимённой книги, «мягким» ребутом и одновременно продолжением фильма «Девушка с татуировкой дракона». В главных ролях: Клэр Фой и Сверрир Гуднасон.

## Комиксы по трилогии
В апреле 2012 года стало известно, что «Vertigo», подразделение компании DC Entertainment, выпустит трилогию «Millennium» в виде комиксов в период с 2012 по 2014 год. Первая часть книги Девушка с татуировкой дракона вышла 13 ноября 2012 года. Выход второй части был запланирован на 1 мая 2013 года. Над иллюстрациями работали: аргентинец Leonardo Manco и итальянец Andrea Mutti.